# Daan Spijkers
Daan Spijkers (* 6. März 1987 in Tilburg) ist ein niederländischer Beachvolleyballspieler.

## Karriere
Spijkers spielte in den Jahren 2004 bis 2006 mit verschiedenen Partnern bei Nachwuchs-Weltmeisterschaften. Ab 2007 bildete er ein Duo mit Niels van de Sande, konnte aber genauso wie 2010 mit Jon Stiekema nur bei zweitklassigen Turnieren vordere Platzierungen erreichen. Das änderte sich bei den Kristiansand Open 2010, als er beim ersten Auftritt mit Emiel Boersma gleich Neunter wurde. Das Duo schaffte außerdem einen vierten Rang in Den Haag und gewann das Continental-Cup-Turnier in Montpellier. 2011 schieden Boersma/Spijkers bei der Europameisterschaft in Kristiansand im Achtelfinale gegen die Deutschen Klemperer/Koreng aus. Anschließend wurden sie Fünfte bei den Den Haag Open. Das gleiche Ergebnis erzielten sie 2012 bei den Grand Slams in Shanghai und Peking. Bei der EM in Scheveningen erreichten sie vor heimischem Publikum als Gruppenzweite hinter Klemperer/Koreng die KO-Runde. Dort setzten sie sich zunächst gegen die Österreicher Müllner/Wutzl und im Achtelfinale gegen die Deutschen Erdmann/Matysik durch. Anschließend besiegten sie im nationalen Duell Nummerdor/Schuil. Mit einem 2:1 im Halbfinale gegen Skarlund/Spinnangr aus Norwegen kamen sie ins Endspiel, das sie gegen die Titelverteidiger Brink/Reckermann verloren. Nach der EM wurden Boersma/Spijkers noch Fünfte beim Berliner Grand Slam, bevor sie sich wenig später trennten.
2013 bildete Spijkers ein neues Duo mit Steven van de Velde. Spijkers/van de Velde belegten bei den Fuzhou Open und beim Grand Slam in Shanghai die Plätze 17 und 25. Interimsweise spielte Spijkers 2013 auch mit Christiaan Varenhorst, da sich dessen Standardpartner Jon Stiekema verletzte. Spijkers/Varenhorst erreichten bei der WM 2013 in Stare Jabłonki Platz 17. Von Juli 2013 bis August 2014 spielte Spijkers an der Seite von Michiel van Dorsten. 2015/16 war Tim Oude Elferink sein Partner.